# 벡터 보손
입자물리학에서 벡터 보손(vector boson)은 스핀이 1인 보손을 말한다. 기본 입자인 한 벡터 보손은 기본 상호작용의 힘 운반자인 게이지 보손이다. 벡터 중간자 같은 일부 복합 입자도 벡터 보손이다. 1970년대와 1980년대에는 중간 벡터 보손(약한 상호작용을 매개하는 W와 Z보손)이 입자 물리학에서 많은 관심을 끌었다.
유사벡터 보손(pseudovector boson)은 짝수 패리티를 갖는 벡터 보손인 반면, "일반" 벡터 보손은 홀수 패리티를 갖는다. 기본 유사 벡터 보손은 존재하지 않지만 유사벡터 중간자는 존재한다.

## 같이 보기
- 보손
- 스칼라 보손